# 洛美里尼-多里亚·兰巴宫
44°24′47.27″N 8°55′47.78″E / 44.4131306°N 8.9299389°E

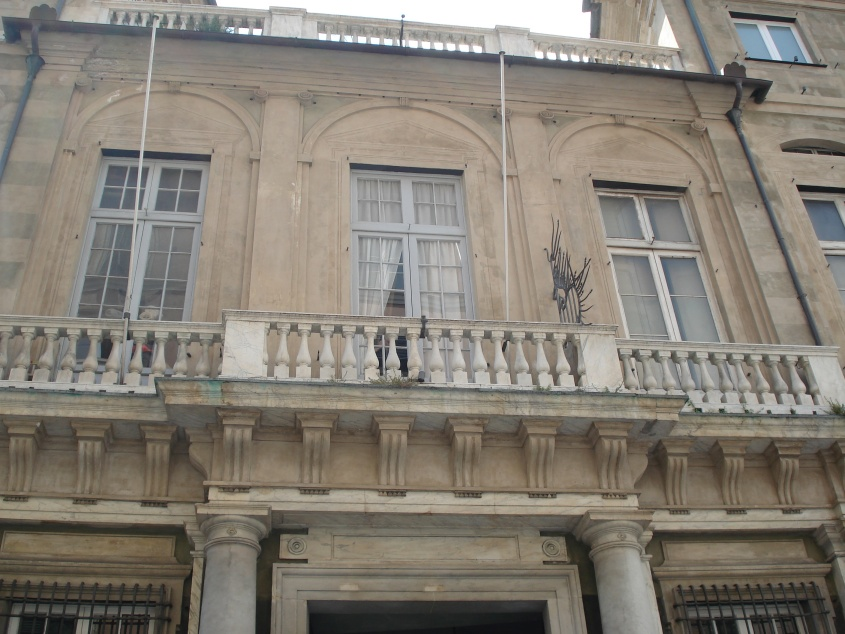

洛美里尼-多里亚·兰巴宫（Palazzo Lomellini-Doria Lamba）是意大利热那亚的一座历史建筑，位于卡伊罗利街18号，2006年作为罗利宫殿体系的42座宫殿之一，被列为世界文化遗产。
该建筑由斯蒂法诺·洛美里尼建于16世纪。建筑师格雷戈里奥 Petondi。现在属于多里亚·兰巴家族。

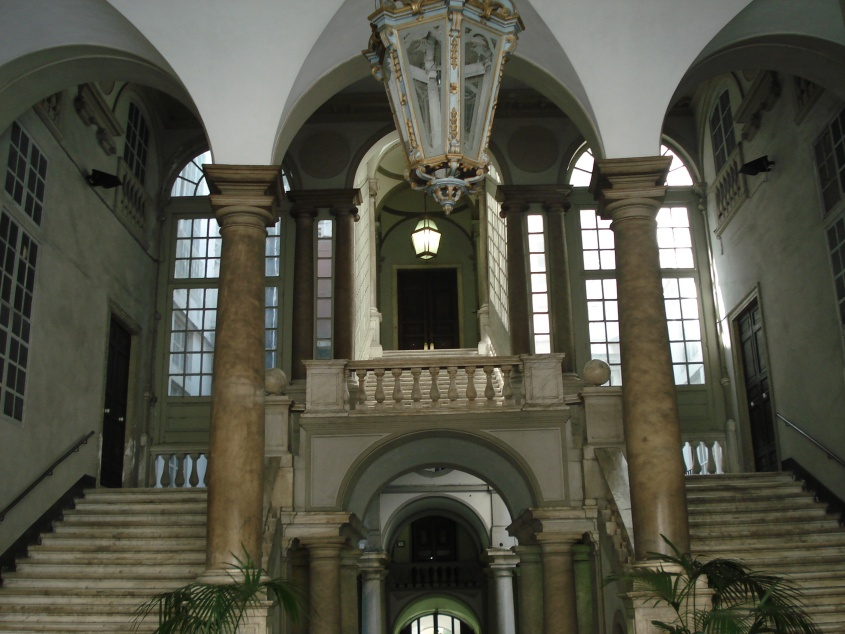